# Meta Forkel-Liebeskind
Meta Forkel-Liebeskind (Göttingen, 22 de febrer de 1765 - Eichstätt, Baviera, 1853) va ser una escriptora i traductora alemanya. Va ser una de les anomenades Universitätsmamsellen, un grup de cinc dones molt actives i de gran trajectòria acadèmica i professional durant els segles XVIII i XIX, filles d'acadèmics de la Universitat de Göttingen. Al costat de Forkel-Liebeskind, figuren Philippine Engelhard, Caroline Schelling, Therese Huber i Dorothea Schlözer.

## Primers anys i formació
Sophie Margarethe Dorothea Wedekind era filla del pastor i professor de filosofia de la Universitat de Göttingen Rudolph Wedekind i la seva dona Sophie Magdalene; el seu germà va ser el doctor Georg Freiherr von Wedekind. En la família se l'anomenava «Gretgen», però ella preferia «Meta» (també una forma curta de Margaret). En l'ambient acadèmic de la casa dels seus pares, Meta va rebre una educació que anava més enllà del normal per a les noies de l'època, va entrar en contacte amb l'entorn universitari i va desvetllar interès per les llengües estrangeres. D'altra banda, per casa seva passaven molts personatges rellevants, entre d'altres, Georg Forster, Gottfried August Bürger, Jean Paul i Caroline Schelling.

## Vida familiar
Meta Wedekind es va casar als 16 anys, el juny de 1781, amb el musicòleg Johann Nikolaus Forkel, del qual es va separar molt aviat, cap a 1783, encara que ja amb un fill, Carl Gottlieb Forkel, nascut el 1782. Madame Forkel, com es feia dir, va marxar a Einbeck, al costat d'uns familiars. Més tard, al 1794, Meta es va casar per segona vegada amb el jutge de la Cort d'Apel·lació Johann Heinrich Liebeskind, i adoptà el nom de Forkel-Liebeskind. Tingué més fills.

## Escriptora i traductora
En la tranquil·litat rural d'Einbeck va començar a escriure i publicà Maria, una novel·la en dos volums publicada anònimament el 1784.
Després de tornar a Göttingen, Meta Forkel va anar a Berlín, on va anar a classes de literatura amb el dramaturg i escriptor Johann Jakob Engel, i va treballar per a encàrrecs de traducció de l'anglès i el francès. L'estiu de 1789 es va instal·lar a Magúncia amb el seu germà Georg Wedekind, professor de medicina a la Universitat. Els seus amics Caroline Böhmer (més tard Caroline Schelling), Georg Forster, de qui Meta Forkel va rebre més encàrrecs de traducció, i la seva dona Therese (de soltera Heyne) també hi vivien, en aquell moment.
Seguint els destins ocupacionals del seu marit va viure a Riga, Königsberg, Ansbach, Bamberg,  Múnic, Landshut i Eichstätt, on va passar els seus últims anys.
En aquesta època va tenir contactes amb Jean Paul, Georg Wilhelm Friedrich Hegel i Friedrich Schelling. Repetidament va fer viatges i visites prolongades sense el seu marit, amb Caroline Schelling o amb el seu germà.

## Obra
Com a escriptora, a més de la seva novel·la Maria, en dos volums (1784), també publicà Originalbrief einer Mutter von achtzehn Jahren an eine Freundin, als diese ihr nach der Niederkunft zum erstenmal geschrieben hatte [Carta original d'una mare de divuit fills a una amiga quan li va escriure per primera vegada després de donar a llum], al Hannoversches Magazin (1783). Totes dues peces presentades anònimament.
Com a traductora, va traduir de l'anglès i del francès obres de l'escriptora Louise-Félicité de Kéralio, del viatger francès Pierre Raymond de Brisson, del polític i escriptor francès Constantin François de Chassebœuf, comte de Volney, les màximes d'Isabella Howard, Lady Carlisle, les novel·les gòtiques d'Ann Radcliffe (A Sicilian Romance, The Mysteries of Udolpho, The Italian, or the Confessional of the Black Penitents, Adeline, or The romance of the forest), d'Elizabeth Inchbald, les novel·les de les germanes Jane i Elisabeth Purbeck (Honoria Sommerville i Mathilde i Elisabeth), de l'advocat i escriptor jesuïta Francis Peter Plowden, deThomas Paine, de l'explorador i escriptor britànic Thomas Anburey, les novel·les de Charlotte Turner Smith (Celestina, Desmond, Marchmont), l'obra del metge i historiador David Ramsay, del polític anglès, marit de Mary Wollstonecraft, William Godwin, de l'advocat escocès James Boswell i l'obra de l'escriptora i salonnière francesa Marie-Anne de Vichy-Chamrond, marquesa du Deffand.